# Brenda Cowling
Brenda Cowling (23. travnja 1925. – 2. listopada 2010.) je bila engleska glumica. Najpoznatija je po sporednoj ulozi kuharice gospođe Lipton u humorističnoj seriji "Zvonili ste, milorde?".

## Vanjske poveznice
- Brenda Cowling u internetskoj bazi filmova IMDb-u (engl.)